# OMX Baltic 10
OMX Baltic 10 (OMXB10) — региональный фондовый индекс, включающий в себя 10 крупнейших компаний, чьи акции торгуются на Вильнюсской, Рижской и Таллинской биржах. 

## Компоненты индекса
В индекс входят следующие компании (по состоянию на 16 июня 2016 года):
| Компания                    | Страна  | Отрасль                        | Код   |
| --------------------------- | ------- | ------------------------------ | ----- |
| Apranga                     | Литва   | розничная торговля одеждой     | APG1L |
| Merko Ehitus                | Эстония | строительство                  | MRK1T |
| Olainfarm                   | Латвия  | производство медикаментов      | OLF1R |
| Olympic Entertainment Group | Эстония | управление казино              | OEG1T |
| Šiaulių bankas              | Литва   | финансовые услуги              | SAB1L |
| Silvano Fashion Group       | Эстония | производство и продажа одежды  | SFG1T |
| Tallink                     | Эстония | морские перевозки              | TAL1T |
| Tallinna Kaubamaja          | Эстония | оптовая торговля               | TKM1T |
| Tallinna Vesi               | Эстония | обслуживание водного хозяйства | TVEAT |
| TEO LT                      | Литва   | телекоммуникации               | TEO1L |